# Шаглакюджа
Шаголакужа (азерб. Şağlaküçə тал. Šagolakuča) — селение в Ленкоранском районе Азербайджана, на шоссе Ленкорань-Лерик в 6 км на запад от Ленкорани.

## История
В 1930—1964 гг. в селе Шаголакужа действовал Колхоз, а в 1964—1996 гг. Совхоз. В 1978 году был создан самостоятельный совхоз под названием «60-летие Октября». В 1995 году был создан производственный кооператив, а в 1996 году была создана комиссия по аграрной реформе. С 1981 года по 1992 год действовал сельский совет Шаголакужа. В 1920—1980 годах село входило в сельские советы деревени Каргалон и Хафтони.
В селе есть материальные и культурные памятники с древней историей.История кладбища в селе восходит к XIV веку. В юго-западной части села есть места поклонения. Крепость Балелабыр находится неподалеку. Кладбище «Саида Пир» был восстановлен сельскими благотворителями. В верхней части деревни, в западном направлении, находится пир (святое место) Имамзаде, который существует с 9-го века. Первая мечеть в селе Шаголакужа была построена в середине XIX века. Нынешняя мечеть была построена в 1904 году. Мечеть построена из красного кирпича, расположена на тротуаре в 1 метре над землей. Площадь двора составляет 600 кв.м. метров. Мечеть села Шаголакужа была закрыта в советское время в 1936 году и использовалась в качестве склада для фермы в деревне, а затем в качестве библиотеки. Мечеть вновь открыла свои двери для верующих в 1990 году. Позже мечеть села Шаголакужа была зарегистрирована как памятник архитектуры местного значения XIX века и взята под государственную охрану.

## Население
По данным списков населённых мест Бакинской губернии от 1870 года, составленных по сведения камерального описания губернии с 1859 по 1864 гг., в селении Шаголакужа Ленкоранского уезда было 48 дворов с населением в 283 человек, состоящее из талышей-шиитов. Имеющая в селении 1 мечеть.
Согласно сборника сведений о Кавказе под редакцией Н. Зейдлица 1879 года, в селе Шаголакужа было 47 дворов с населением 364 человека, народность — талыши, по вере — мусульмане-шииты.
По Кавказскому календарю на 1910 год в Шаголакужа проживало 515 человек, народность — талыши.
По сборнику сведений по Бакинской губернии 1911 года село Шаголакужа имело 81 двор с населением в 658 человек, по национальности — талыши. Село Шаголакужа находилось в Кяргаланинском обществе, Ленкоранского полицейского участка, Ленкоранского уезда.
По данным «Кавказского календаря» на 1915 год в селе Шаголакужа проживало 200 человека, народность — талыши.
Население на 2017 год составляло 3 693 человека (1 834 женского пола), всего 825 семей. Жители в основном занимаются выращиванием овощей, фруктов, чая, содержат домашний скот и засеивают земли пшеном или иными крупами.

## Известные уроженцы
Музаффар Насирли — известный талышский журналист, фольклорист, поэт, педагог.

## Этимология
Название села происходит от талышских слов «шагол» (шакал) и «кужа» — (отсёлок, область деревни), то есть область где есть шакалы.

## Инфраструктура
В селе имеются : средняя школа, поликлиника, аптека, мечеть, почта.